# Krzysztof Wawrzyniak
Krzysztof Wawrzyniak (ur. 10 września 1954 w Łasku, zm. 13 października 2016 w Łodzi) – polski grafik, rysownik, malarz, pedagog, profesor zwyczajny Akademii Sztuk Pięknych w Łodzi.
Był autorem ponad 20 wystaw indywidualnych, brał udział w ponad 200 wystawach zbiorowych, środowiskowych, prezentacjach sztuki polskiej na świecie, w wystawach międzynarodowych, m.in. we Włoszech, w Niemczech, Holandii, Belgii, Szwajcarii, Japonii, USA i Kanadzie.
Jego prace znajdują się w prestiżowych zbiorach m.in.: w Łodzi, Krakowie, Gdańsku, Wrocławiu, Cul-des-Sarts, Londynie, Wiedniu i Chicago.
Był członkiem Międzynarodowego Stowarzyszenia Artystów Drzeworytniczych XYLON z siedzibą w Szwajcarii i Stowarzyszenia Międzynarodowego Triennale Grafiki w Krakowie.
Żonaty z Małgorzatą Urbaniak-Wawrzyniak od 1981 roku, syn Dominik Wawrzyniak (1984).

## Życiorys
W 1974 ukończył Państwowe Liceum Sztuk Plastycznych w Łodzi.
W latach 1974–1979 studiował w Państwowej Wyższej Szkole Sztuk Plastycznych w Łodzi (od 1996 Akademia Sztuk Pięknych im. Władysława Strzemińskiego) na Wydziale Grafiki i Malarstwa. Dyplom obronił w 1979 roku w Pracowni Technik Drzeworytniczych profesora Andrzeja Bartczaka oraz w Pracowni Malarstwa profesora Stanisława Fijałkowskiego.
W latach 1983–2016 był wykładowcą akademickim na ASP w Łodzi; w 2001 otrzymał tytuł profesora sztuk plastycznych i objął stanowisko profesora zwyczajnego.
W latach 1994–1998 kierował Pracownią Rysunku na Wydziale Grafiki i Malarstwa, od 1998 roku do 2016 – Pracownią Technik Wklęsłodrukowych na Wydziale Grafiki i Malarstwa w Katedrze Grafiki Warsztatowej.
W latach 2006–2015 pięciokrotnie prowadził Międzynarodowe Sympozjum Graficzne dla studentów ASP w Łodzi w Międzynarodowym Centrum Sztuki KAUS w Urbino.
Był kuratorem wielu wystaw grafiki, m.in.: Drogi grafiki współczesnej – z Łodzi do Urbino (Galeria KOBRO ASP w Łodzi, Museo della Stampa w Soncino, Casa Natale di Raffaello w Urbino; 2005), Rape of Europe (Łódź, Lizbona, Utrecht, Barcelona; 2013), Rhinos Are Coming (Łódź, Lizbona, Porto Allegre, Cape Town; 2014).
W latach 2013–2015 trzykrotnie prowadził kurs technik wklęsłodrukowych w ramach Letnich Międzynarodowych Kursów Grafiki i Tkaniny Artystycznej (PATA) w ASP w Łodzi.

## Twórczość
Jest autorem grafik, rysunków, a także ekslibrisów, ilustracji książkowych i obrazów.
Grafiki i rysunki powstawały jako osobne prace oraz w cyklach. Do najważniejszych cykli linorytów należą: Emigracja wewnętrzna (1981–1982), Agresje (1984), Tajemnica Wielkanocna (1983–1985), Dom (1985–1989), Szczeliny (1987), Czarne skrzynie (1988– 1990), Magiczne pole świadomości (1990–1993), Przedmioty codziennej kontemplacji (1992), Zgodnie z naturą rzeczy (1995–1997), Emblematy (2000–2005). W latach 1995–1997 zrealizował dwa cykle rysunków: Obszar oraz Obszar narysowany.
Od lat 80. powstawały też akwarele i obrazy olejne (odnalezione po śmierci artysty).
Był autorem ilustracji do książek, m.in.: Bruno Schulz, grafiki, [w:] Z „Traktatu o manekinach” (1984), 12 linorytów do wiersza R.M. Rilkego Over de melodie der dinger (1985), 11 linorytów do Księgi Proroctw Craiga Raine’a (1989).
Krzysztof Jurecki łączy jego twórczość z nurtem intelektualnym i analitycznym znamiennym dla Władysława Strzemińskiego oraz jego uczniów Stanisława Fijałkowskiego i Andrzeja Bartczaka. Zwraca uwagę na wirtuozerię warsztatową jego linorytów. Grafiki Wawrzyniaka „uwidaczniają precyzję druku, emanują szlachetnością delikatnie wchłoniętej przez papier farby, zachwycają swobodą, a zarazem misternością wykonania i połączenia detali”. Tworzy dzieła „abstrakcyjne, ale pełne analogii, odniesień i kontekstów”.
We wczesnej twórczości z końca lat 70. i początku 80. widoczna jest fascynacja ludzką naturą, wyrazista i ekspresyjna linia. Kolejne cykle grafik cechuje m.in.: mocne kontrasty między bielą a czernią, powtarzane motywy poddawane przekształceniom, multiplikacjom i permutacjom, zacieranie granic między przedmiotem a tłem. W niektórych pracach widoczna jest tendencja do minimalizacji środków wyrazu, kompozycja „zostaje sprowadzona do pojedynczych form-znaków bądź do zestawu znaków”, zbliża się „w swojej ekspresji do znaku typograficznego albo lepiej – ideogramu kaligraficznego”.

## Wybrane wystawy indywidualne
- 1981: Galeria Bałucka, BWA, Łódź; Kammermusiksaal, Bad Münster;
- 1983: Galeria Desa, Łódź;
- 1985: Salon Sztuki Współczesnej, BWA, Łódź;
- 1987: Galeria Brand, Berno;
- 1988: Galeria Pokaz SBWA, Warszawa; Galeria Nowa, Łódź;
- 1989: Galeria Clubar, Lizbona;
- 1990: Galeria 86, Łódź;
- 1991: Galeria Dom Sztuki, Warszawa;
- 1993: Galerie Miejskie, Łódź;
- 1994: Galerie im Kramgass-Chäller, Berno;
- 1996: Filharmonia Narodowa, Warszawa;
- 1998: Galeria Amcor Rentsch, Łódź;
- 2005: Galeria Willa, Łódź; Galeria Amcor Rentsch, Łódź;
- 2014: Galeria Oko dla Sztuki, Kraków;
- 2015: Galeria Sztuki Współczesnej Muzeum Północno-Mazowieckiego, Łomża;
- 2015–2016: Galeria Technopark, Łódź;
- 2016: Galeria 144 Grafiki, Łódź;
- 2017: Galeria Kobro, Łódź;
- 2018: Galeria Rynek Sztuki, Łódź.

## Wybrane wystawy zbiorowe
- 1981: Internationaler Exlibriswettbewerb, Städtisches Museum, Mönchengladbach (Niemcy);
- 1982: Internationale Exlibris – Dichter und Dichtung im Exlibris, Kronach (Niemcy);
- 1983: Lukas Cranach der Altere im Exlibris, Kronach; Polnische Exlibris, Hamburg (Niemcy);
- 1985: Contemporary Polish Graphic Art, Clark Arts Center Gallery, Rockford (USA);
- 1986: The 12th International Indepedante Exibition of Prints in Kanagawa 86, Kanagawa (Japonia);
- 1988: International Exibition of Miniature, Art del Bello Gallery, Toronto (Kanada);
- 1989: 9 Norwegian International Print Triennale, Fredrikstadt (Norwegia);
- 1992: Grafika aus Łodz, Galerie Junge Kunst, Frankfurt nad Odrą (Niemcy);
- 1993: 1-e Internationale Grafik Biennale, Exibition and Congres Center, Maastricht (Holandia);
- 1994: 2 Triennale Grafiki Polskiej, Galeria Sztuki Współczesnej BWA, Katowice (Polska);
- 1995: Linolschnitt heute, Städtische Galerie, Bietigheim-Bissingen (Niemcy);
- 1996: From the Lodz School of Woodcut, Polish Museum of America, Chicago (USA); The 9th Space International of Miniature Print Exhibition, Seul (Korea Południowa);
- 1997: Tama International Print Exhibition Poland & Japan, Tama (Japonia);
- 1997, 2000: V i VI Międzynarodowe Triennale Sztuki, Majdanek (Polska);
- 1999: Polnische Grafik der Gegenwart, Museum Junge Kunst, Frankfurt (Niemcy); Polish Graphic Art in Japan, Sakaide Civic Art Museum, Sakaide (Japonia);
- 2000: 10 ème Exposition Internationale „Petit Format de Papier”, Musée du Petit Format, Viroinval (Belgia);
- 2003: Międzynarodowe Triennale Grafiki Japonia–Polska, Centrum Sztuki i Techniki Manggha, Kraków (Polska);
- 2007: A World in Black and White. International Exhibition of Black and White Small Format Engravings, Atelier Alain Piroir, Montreal; Galerie d’art de I’Alliance Francaise, Ottawa; Maison des Arts et de la Culture de Brompton, Sherbrooke (Kanada);
- 2009: X Biennal Interncional de Gravat „Josep de Ribera”, Xativa (Hiszpania);
- 2014: January’s Mist, Gallery ISBE Edmonton, Edmonton (Kanada); Gravura Polaca Contemporanea, Museu Nacionale, Porto (Portugalia); Riflessi della Materia – incisione contemporanea tra trdizione e innovazione, Philobiblon Gallery, Rzym (Włochy); Fifty/fifty, Empreinte Atelier de Gravure (Luksemburg);
- 2015: Rhinos Are Coming, Centre for African Studies Gallery, Cape Town (RPA); Urbino Vista dal Est. Fogli di Viaggio / Opere Grafiche dell’Archivio KAUS Urbino, Oratorio San Giovanni Battista, Urbino (Włochy); The 46 Yokosuka Peace Exhibition of Art 2015, Yokosuka City Hall Cultural Gallery, Yokosuka (Japonia);
- 2017: Prints and Textiles from Poland, Valdosta State University Fine Arts Gallery, Valdosta (USA); Apriti libro! Libri d’artista dell’archivio KAUS Urbino 2005–2016, Oratorio San Giovanni Battista, Urbino (Włochy);

Kilkakrotnie uczestniczył w wystawach: Inter-Exlibris – Internationale Exlibrisudstilling, Frederikshavn (1980, 1981, 1982, 1983, 1985, 1986, 1988); Małe formy Grafiki, Łódź (1981, 1983, 1987, 1996, 2002, 2008, 2011, 2014); Międzynarodowa Wystawa Małych Prac Graficznych, Cul-des-Sarts (1983, 1985, 1987, 1998, 2000, 2002, 2006); Międzynarodowe Triennale Grafiki Drzeworytu Xylon, Winterthur (1984, 1987, 1990, 1997); Międzynarodowe Biennale Grafiki /Międzynarodowe Triennale Grafiki, Kraków (1984, 1986, 1988, 1991, 1994, 1997, 2016); Intergrafia, Katowice (1984, 1986, 1991, 1994).

## Nagrody i wyróżnienia
- 1979: I nagroda na Concorso Internazionale per due Ex-Libris, Mirano (Włochy);
- 1981: II nagroda na VII Ogólnopolskiej Wystawie Grafiki, BWA, Łódź;
- 1983: Medal honorowy X Międzynarodowego Biennale Ekslibrisu Współczesnego, Malbork;
- 1985: Wyróżnienie na V Ogólnopolskim Konkursie Graficznym im. Józefa Gielniaka, Muzeum Karkonoskie, Jelenia Góra;
- 1986: I nagroda na Łódzkim Salonie Wiosennym 86, BWA, Łódź; Wyróżnienie na IX Ogólnopolskiej Wystawie Pokonkursowej Grafiki, BWA, Łódź; I nagroda na Intergrafia 86, BWA, Katowice;
- 1987: II nagroda na VI Ogólnopolskim Konkursie Graficznym im. Józefa Gielniaka, Muzeum Karkonoskie, Jelenia Góra; III nagroda na Ogólnopolskiej Wystawie Pokonkursowej Grafiki, BWA, Łódź;
- 1988: Nagroda ufundowana przez Związek Polskich Artystów Malarzy i Grafików na VII Ogólnopolskim Konkursie Graficznym im. Józefa Gielniaka, Muzeum Karkonoskie, Jelenia Góra;
- 1991: Nagroda fundowana na I Triennale Grafiki Polskiej, BWA, Katowice; nagroda regulaminowa na Międzynarodowym Triennale Grafiki w Krakowie; nagroda regulaminowa na V Quadriennale Drzeworytu i Linorytu Polskiego, BWA, Olsztyn;
- 1992: Nagroda regulaminowa na I Triennale Grafiki Krajów Nadbałtyckich, Gdańsk;
- 1995: Wyróżnienie na VI Quadriennale Drzeworytu i Linorytu Polskiego, BWA, Olsztyn;
- 1996: Medal honorowy na Międzynarodowym Triennale Małe Formy Grafiki – Łódź 96, Miejska Galeria Sztuki, Łódź;

Otrzymał też wielokrotnie nagrody Rektora ASP w Łodzi (1983, 1984, 1994, 2003, 2011, 2013) oraz Nagrodę Prezydium Oddziału PAN i Konferencji Rektorów Łódzkich Uczelni (1991).

## Prace w zbiorach
Muzeum Sztuki w Łodzi; Muzeum Historii Miasta Łodzi; Biblioteka Uniwersytecka w Łodzi; Filharmonia Łódzka; Uniwersytet Medyczny w Łodzi; Muzeum Książki Artystycznej w Łodzi; Miejska Galeria Sztuki w Łodzi; Biblioteka Uniwersytecka w Warszawie; Muzeum Narodowe w Gdańsku; Muzeum Narodowe we Wrocławiu; Muzeum Narodowe w Krakowie; Muzeum Karkonoskie w Jeleniej Górze; Muzeum Zamkowe w Malborku; Muzeum Okręgowe w Toruniu; BWA w Kielcach; BWA w Koszalinie; BWA w Olsztynie; Muzeum Okręgowe im. Leona Wyczółkowskiego w Bydgoszczy; Państwowe Muzeum na Majdanku;Frederikshavn Kunstmuseum (Dania); Musée de Petit Format, Cul-des-Sarts (Belgia); British Library, Londyn (Wielka Brytania); Fredrikstad Museum (Norwegia); Galerie Junge Kunst, Frankfurt nad Odrą (Niemcy); Albertina, Wiedeń (Austria); Kunstmuseum Reutlingen / Spendhaus (Niemcy); SPACE Group, Seul (Korea Południowa); Polish Museum of America, Chicago (USA); KAUS Urbino (Centro Artistico Internazionale), Urbino (Włochy); Universitat de Barcelona (Hiszpania); Hogeschool voor de Kunsten Utrecht, Utrecht (Holandia); Instituto de Artes da UFRGS Departamento de Artes Visuais, Porto Alegre (Brazylia); CIEBA Faculdade de Belas Artes da Universidade de Lisboa, Lizbona (Portugalia); Michaelis School of Fine Art – University of Cape Town (RPA).